# Jaca
Jaca (spanskt uttal: ['xaka], aragonska: Chaca) är en stad och kommun i provinsen Huesca i den autonoma regionen Aragonien i nordöstra Spanien. Orten ligger vid floden Aragón, cirka 49,5 kilometer norr om Huesca och cirka 25 kilometer söder om gränsen till Frankrike. Kommunen har 13 883 invånare (2024), på en yta av 406,34 km².
Jaca fungerar som en vintersportort. I staden anordnades vinteruniversiaden 1981 och 1995 samt Europeiska olympiska vinterungdomsfestivalen 2007, och man ansökte om att få anordna olympiska vinterspelen 1998, 2002, 2010 och 2014, men staden blev aldrig utvald.